# امیریه (شیروان)
امیریه یا امیرخان روستایی در دهستان قوشخانه بالا بخش قوشخانه شهرستان شیروان استان خراسان شمالی ایران است.

## جمعیت
بر پایه سرشماری عمومی نفوس و مسکن در سال ۱۳۹۵ جمعیت این مکان ۳۸ نفر (۱۲خانوار) بوده‌است.